# Pareidolie
Pareidolie (z řeckého para, παρά – postranní, falešný, eidolon, είδωλον zdrobnělina od eidos – vzhled, tvar, podoba) je psychologický jev, při němž dochází k dotváření vnímaných neurčitých nebo nezřetelných podnětů ve smysluplné obrazy za pomoci fantazie. Typickým příkladem je rozeznávání tváří, zvířat a jiných objektů ve tvaru oblaků. Kromě těchto vizuálních pareidolií existují také pareidolie akustické, kdy je zvukovému podnětu (zvuky zvířat a předmětů) přisouzeno specifické citoslovce nebo konkrétní význam.

## Fyziologie
Vytváření pareidolií úzce souvisí s představivostí každého jedince. Centrem, které pareidolie vytváří, je spánkový lalok koncového mozku.

## Příklady

### Vizuální pareidolie
- názvy předmětů podle jejich podobnosti s jiným reálným objektem, metafory:
  - skalní útvary, kopce a hory
  - krápníková výzdoba v jeskyních
  - názvy některých kostí a částí těla - kladívko, kovadlinka, třmínek, ohryzek
  - maska na Marsu
- psychotest se skvrnami na papíře
- některé druhy věštění:
  - lití olova (kusu kovu je na základě podobnosti určen konkrétní tvar a význam)
  - věštění z kávové sedliny

### Akustické pareidolie
- citoslovce zvuků zvířat a předmětů, někdy s konkrétním významem:
  - sýček volá lidi do záhrobí: „Pojď!“
  - křepelka volá: „Pět peněz!“
  - zvon umíráček vyzvání: „Měl pole role dům!“
- hledání tajných zpráv ve zpětně přehrávaných nahrávkách

## Pareidolie a iluze
Pareidolie je podobná iluzi, nicméně při iluzi člověk (dočasně nebo trvale) podlehne mylnému dojmu (například má dojem, že v davu lidí spatřil svého známého), zatímco u pareidolie si je vědom, že jde jen o vnější podobnost vjemu (například spatří tvář v textuře dřeva).

## Galerie

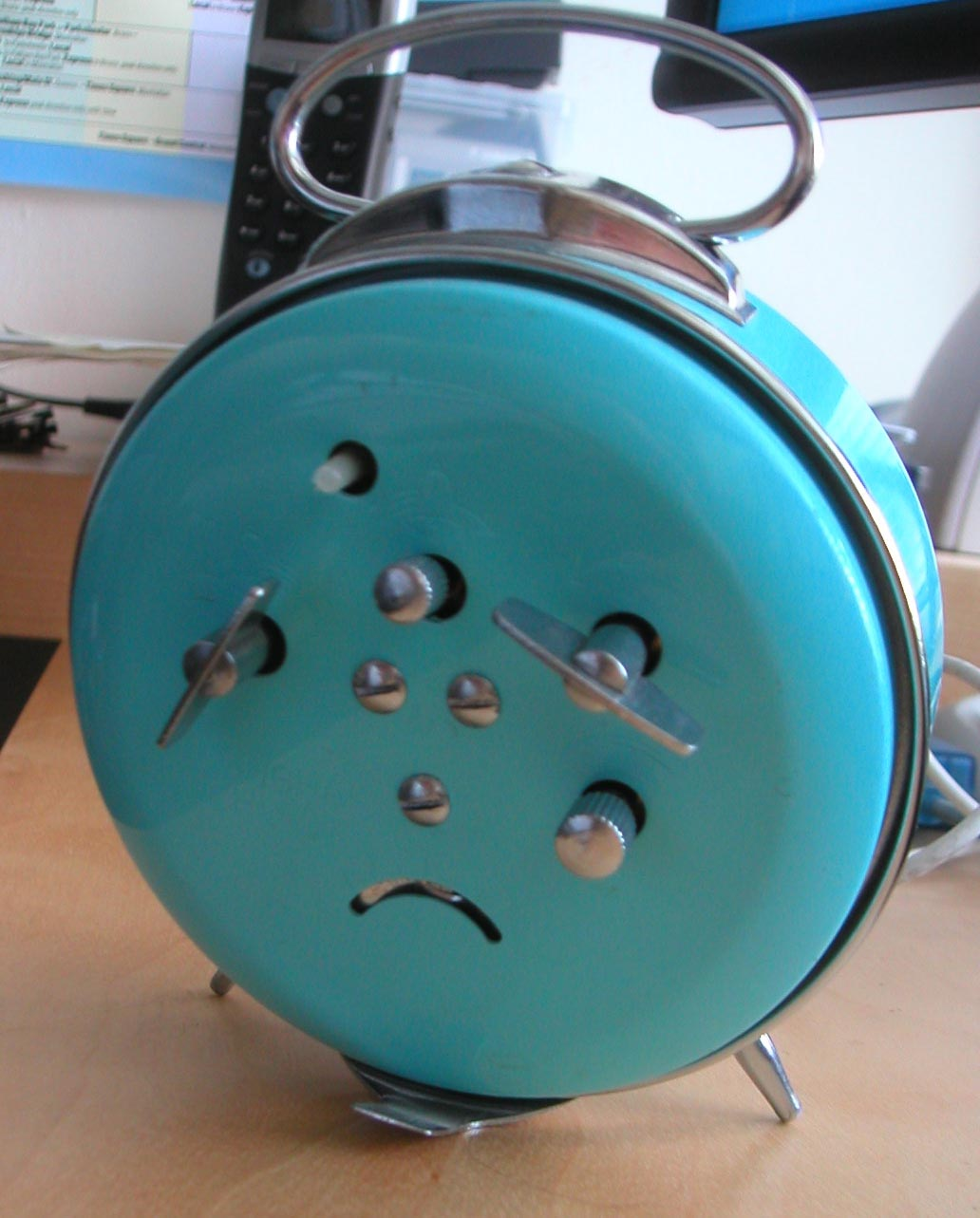
Zadní strana budíku připomíná smutný obličej
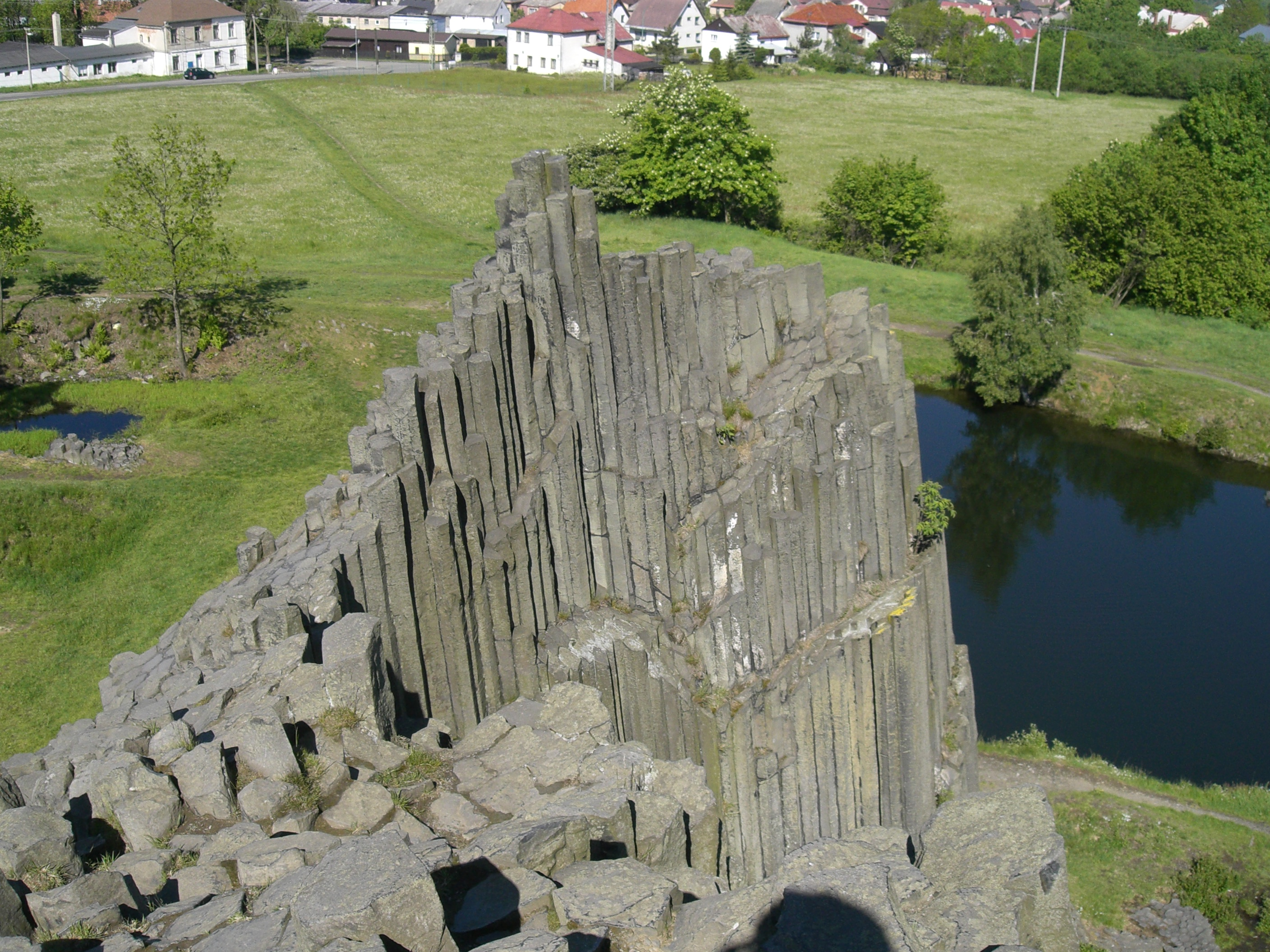
Šestiboké čedičové sloupce se podle svého tvaru nazývají kamenné varhany. Panská skála u Kamenického Šenova
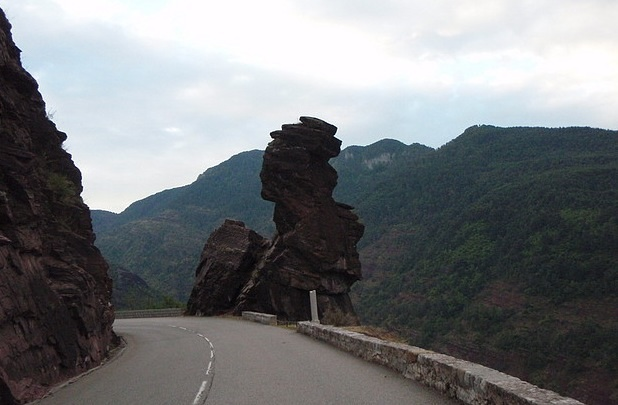
Busta Žena s kloboukem, známý jako „Strážce“ (Gorges de Daluis, Francie)
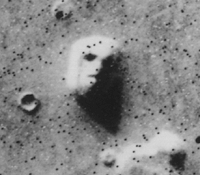
Skalní útvar spolu se stíny vytváří pareidolii tváře na povrchu Marsu